# Крестище (Донецкая область)
Крести́ще (укр. Хрести́ще) — село в Святогорской городской общине Краматорского района Донецкой области Украины.

## Общие сведения
Население по переписи 2001 года составляло 1102 человека. Почтовый индекс — 84138. Телефонный код — 626.

## Храм
В селе находится Рождества Богородицы храм, в котором находится копия чудотворной Святогорской иконы Божией Матери.
В 1984 году настоятелем храма был будущий архиепископ Алипий (Погребняк).

## Местная власть
84130, Донецкая область, Краматорский район, г. Святогорск, ул. Владимира Сосюры, 8.